# Powązki (Warszawa)
Powązki – obszar Miejskiego Systemu Informacji w dzielnicy Wola w Warszawie.

## Położenie
W dzielnicy Wola granice Powązek wyznaczają:
- ul. Ostroroga i Młynarska od zachodu (w wymiarze historycznym Powązki sięgają aż po obecną trasę Armii Krajowej),
- ul. Okopowa i al. Jana Pawła II (ul. Popiełuszki) od wschodu,
- mury cmentarzy od południa,
- linia kolejowa Warszawa Włochy – Warszawa Gdańska od północy.

Według podziału MSI Powązki leżą wyłącznie w dzielnicy Wola, faktycznie jednak – w perspektywie historycznego rozwoju Warszawy – północno-zachodnia część, wraz z Cmentarzem Wojskowym leży w dzielnicy Żoliborz. Od połowy wieku XIX do rozszerzenia granic stolicy w 1916, Powązki leżały w granicach trzech obwodów administracyjnych: w granicach miasta Powązkowski Cyrkuł obejmował zachodni Muranów, Cmentarz Powązkowski oraz za rogatkami posesje wzdłuż ulicy Powązkowskiej aż do skrzyżowania z Przasnyską; dalej pomiędzy Kołem a szosą mikołajewską (dziś ulica Popiełuszki) rozciągało się Powązkowskie Pole Wojenne; za nim w kierunku Wawrzyszewa leżała gmina Powązki obejmująca osady na terenie dzisiejszego Żoliborza i Bielan: folwark Skalszczyzna, kolonia Izabelin, Czarny Dwór, wieś Młociny B i folwark Parysów.

## Historia

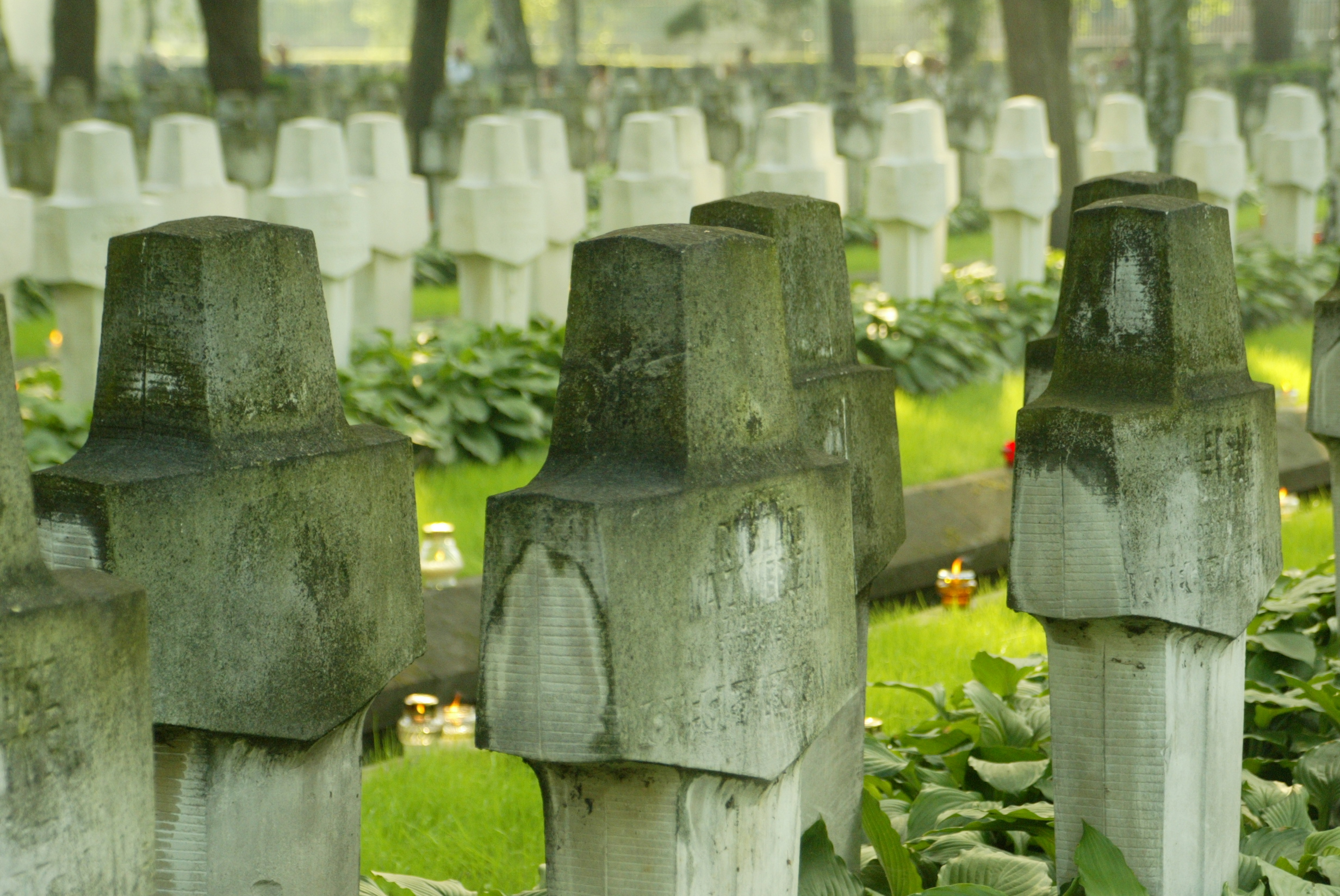
Cmentarz Wojskowy na Powązkach, obecnie Żoliborz

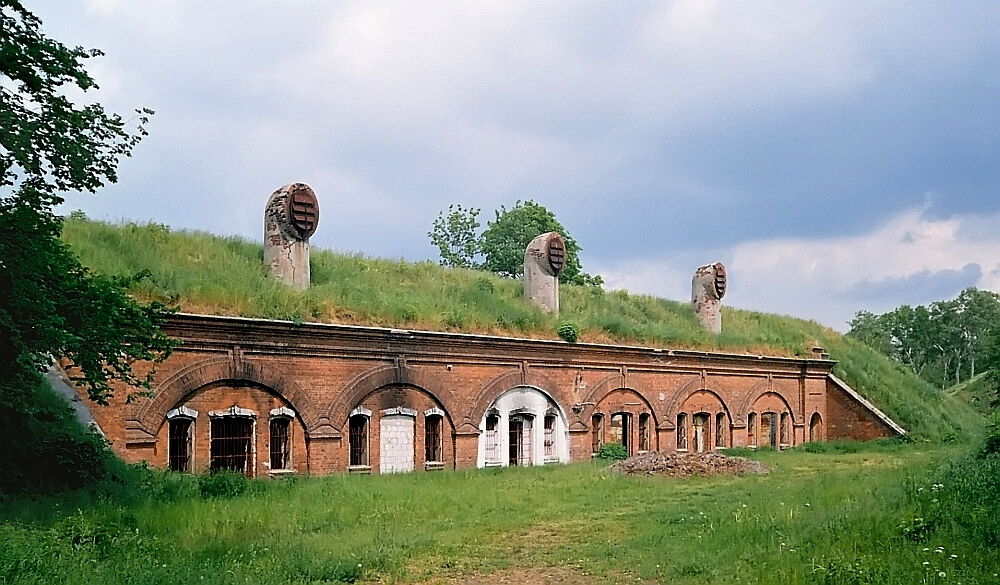
Fragment fortu P („Bema”), obecnie w warszawskiej dzielnicy Bemowo

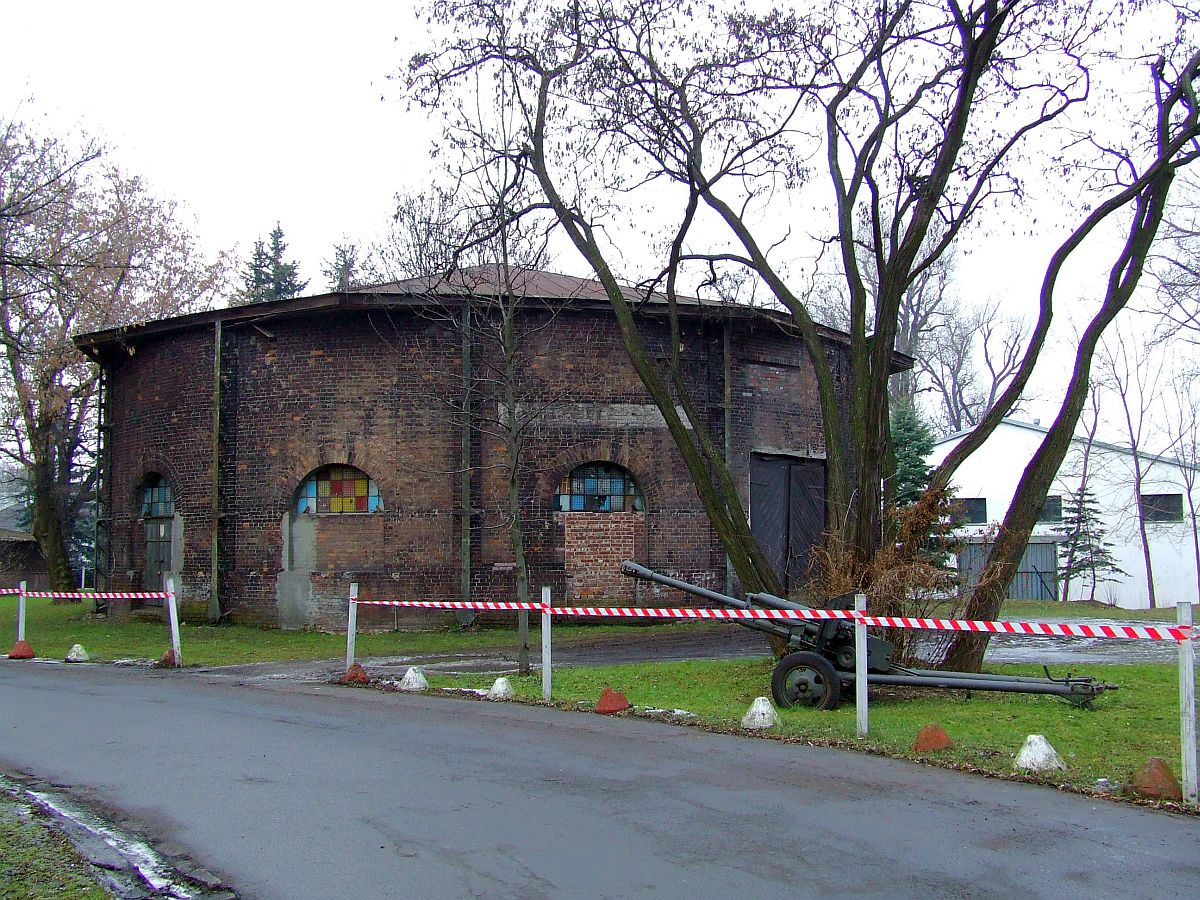
Przebudowany elewator zbożowy twierdzy, ul. Kozielska, obecnie Wola

### Początki osadnictwa
Pierwsze wzmianki o wsi Mostki w parafii Stare Babice pochodzą z 1367, z nadania książęcego weszły w skład posiadłości Szpitala Świętego Ducha przy kościele św. Marcina w Warszawie. Nazwa wsi pierwotnie mogła pochodzić od mostków na rzece Rudawce biorącej swój początek w tym rejonie (onomastycy zwracają jednak uwagę na występowanie współcześnie określenia Mostki w nazwie wewnątrzposesyjnej drogi, łączącej ulice: Piaskową i Słodowiecką w okolicach Cmentarza Powązkowskiego), później dopiero przyjęła się nazwa Powązki od słowa „pawąz”, czyli drągu do przyciskania siana lub słomy na wozie.
Inną wzmianką opisująca szerzej te tereny jest przywilej Janusza I z 1413), rozgraniczający tereny miejskie od książęcych w pasie wsi Marymont, Powązki, Wola Książęca.
Wieś królewska Powąski położona w 1580 znajdowała się w powiecie warszawskim ziemi warszawskiej województwa mazowieckiego.

### Czasy stanisławowskie
W 1770 przypisane do Powązek grunty rolne wydzierżawione zostały przez małżeństwo: Adama Kazimierza i Izabelę z Flemmingów książąt Czartoryskich. Do celów podatkowych dobra opisane zostały w następujący sposób: „Jej (ks. Izabeli, przyp. autorki) dobra, to łan pola między wsiami Powązki a Burakowem...i płaci kwarty 30 zł 15 gr. a z łanu roli wybranieckiej we wsi Powązkach 7 zł 6 gr.”.
Wieś znalazła się poza kordonem sanitarnym miasta, tzw. okopami Lubomirskiego, na drodze do Warszawy powstały rogatki powązkowskie. W 1790 starosta Melchior Szymanowski podarował część swoich gruntów w rejonie Powązek pod cmentarz katolicki, znany później jako Stare Powązki i był to pierwszy z cmentarzy powązkowskich. W 1792 gotowy już był kościół św. Karola Boromeusza. Od północy wieś graniczyła ze Słodowcem.
W dolinie rzeczki Rudawki, zwanej także na tym odcinku Pisią, według projektu autorstwa bądź Efraima Schregera (jak twierdził prof. Stanisław Lorentz), bądź Szymona Bogumiła Zuga (według najnowszych badań prof. Marka Kwiatkowskiego) powstał zespół ogrodowy z letnią rezydencją. Równolegle przy obecnej ulicy Trembeckiego powstała willa doktora Johna, osobistego lekarza wdowy po wuju ks. Adama, Fryderyku Michale. Budynek ten bezspornie zaprojektował Efraim Schroeger a przebudował, prawdopodobnie po 1840 Adam Idźkowski na pałacyk cesarski.
W wyniku prac, trwających od 1771 do 1783 „zatrzymana tamami rzeczka rozlała się w malowniczy staw, na szczery mazowiecki piach sypano nawóz i torf, tworzono żyzną oazę, w której miały zakwitnąć oglądane przez autorkę we francuskich i angielskich ogrodach krzewy i kwiaty. Każde z jej dzieci miało swój domek z ogródkiem. Między nimi stał duży dom księżnej. Otoczony był on z jednej strony laskiem, a z drugiej stawem, którego wody rozprowadzane były kanałami po całym ogrodzie. Dla ozdoby stała w parku ruina, urządzono też wysepkę, a na niej grotę. Na boku zbudowano stajnię w kształcie starego amfiteatru, a na ozdobnym podwórzu trzepało się różne ptactwo, żywione często przez dzieci księżnej.
Każdy domek dziecięcy w tej kolonii na Powązkach miał swoje odrębne godło. Córka księżnej, Maria miała w godle „Ziębę” z napisem: wesołość. Nad domem jej syna Adama zawieszono gałąź dębową i opatrzono napisem „stateczność”. Nad domem jego siostry Teresy kołysał się koszyk z białymi różami i napis „dobroć”. Na domu zarządcy, pana Wolskiego, wyobrażono pszczoły i słowo „czynność”. Sam dom księżnej ozdabiała kura z kurczętami (na podstawie wspomnień Adama Jerzego Czartoryskiego). Żyło się tam wygodnie dzieciom księżnej. Wstawano wczesnym rankiem. Śniadano albo u księżnej albo u pani Wolskiej. Obiad przywożono z Warszawy na osiołku w dwóch koszach. Chiński dzwonek zwoływał mieszkańców na obiad w coraz to inne miejsce. Na mszę jeżdżono do Wawrzyszewa. Czasami na Powązkach gościł król Stanisław August. Odgrywano tu też sceny historyczne, na przykład zawarcie pokoju w Chocimiu. Wtedy, w wybranym miejscu, w olchowym lesie spotykały się orszaki, polski i turecki.
Część mieszkalna rezydencji znajdowała się na wyspie, na którą dostać się można było przez bramę wiodącą od skrzyżowania obecnych ulic: Kochanowskiego i Literackiej (wtedy osada Ceklin, przemianowana później na Parysów, dziś fragment osiedla Piaski). Budynki służby mieściły się wzdłuż obecnej ulicy Powązkowskiej, od skrzyżowania z Elbląską do Trasy Armii Krajowej.
Za domkami właścicieli usytuowano ozdobne budowle: szczątki doryckiej kolumnady i również stylizowany na ruinę łuk triumfalny. Ujście wody ze stawu (w rejonie obecnej ulicy Broniewskiego) zabudowane było „opuszczonym” młynem wodnym w stylu holenderskim. Bliżej widoczny był obiekt, zwany amfiteatrem lub koloseum, poprzez nasadzenie w nim drzew i celowe niedokończenie stwarzający wrażenie ruiny. Na sąsiedniej wysepce, połączonej z rezydencja mostkiem w stylu chińskim stanął „dom Parysa” – do którego przylegał taras, podparty arkadami. Po żoliborskiej stronie stawu, na terenie zajętym dziś przez boisko i halę sportową Zespołu Szkół nr 54 widać było budowlę w stylu gotyckim, z wieżyczką okrągłą, ozdobioną datą 1639, będącą faktycznie oborą. Widziana z chaty księżnej Izabeli stanowiła średniowieczne tło dla antycznych ozdób. Bliżej obecnej ulicy Broniewskiego wzniesiono ruiny zamku na bastionowej podstawie z półokrągłą arkadą.
Dążeniem architekta było stworzenie wrażenia autentycznego krajobrazu, ze świadomością pewnej teatralności. „Powązki były w świetle badań pierwszym ogrodem w stylu angielskim. W drobnych elementach można w nich dostrzec pokłosie rokoka, wyrażające się w tzw. ogrodzie angielsko-chińskim. Jednak jako całość, zorganizowana przestrzeń, z wykorzystaniem dalekich perspektyw widokowych, włączonych w kompozycje, stanowiły zaczyn dalszych inicjatyw, realizowanych przez różnych następnych pomysłodawców (…)”.
Jeszcze przed upadkiem Rzeczypospolitej carskie władze podjęły próbę wywłaszczenia Czartoryskich. Misją tą obarczono posła rosyjskiego Nikołaja Repnina, który jednak w trakcie odwiedzin na Powązkach uległ czarowi rezydencji a przede wszystkim pięknej gospodyni i od zadania odstąpił.
W 1794 rozegrała się tu batalia zwana Bitwą pod Powązkami. Po stronie polskiej dowodził Jan Henryk Dąbrowski, zastępujący na prawym skrzydle ks. Poniatowskiego, który podał się za chorego. Jego zadaniem była obrona Powązek i Marymontu przed Prusakami. W tym celu przygotował pozycję główną na wzgórzu – od obecnego Wojskowego Instytutu Medycyny Lotniczej aż po wzgórze marymonckie. Umocnienia były solidne na tyle, że francuscy inżynierowie w 1805 mogli jeszcze zlokalizować bez trudu i nanieść na mapę okopy i artyleryjskie aprosze. Dąbrowski przez 18 godzin bronił tego terenu, chociaż trzy razy tracił Powązki, ale Prusaków do stolicy nie dopuścił.
Dowódca prawego skrzydła gen. mjr Dąbrowski dostał od Naczelnika (dop. Kościuszki) obrączkę nr 1 z napisem „Ojczyzna obrońcy swemu” W tych zmaganiach ucierpiał szczególnie ogród księżnej Izabeli, zabudowania zamieniły się tym razem w autentyczne, nie fałszowane ruiny.

### Okres zaborów
Na polach i pastwiskach Powązek w roku 1818 powstał obóz wojskowy, tzw. Powązkowskie Pole Wojenne, gdzie znajdował się plac ćwiczeń, koszary i magazyny.
Cały park księżnej Izabeli zakupił w 1798 szlachcic z Poznańskiego Władysław Józef Łaszczyński (zm. 1816), używający oficjalnie drugiego imienia i koło skrzyżowania Elbląskiej i Powązkowskiej wystawił browar i karczmę. Po jego śmierci, młodzi Łaszczyńscy – nie wiadomo w którym roku – odstąpili całość (czyli park, Powązki-wieś, działkę na rogu obecnych ulic: Okopowej i Powązkowskiej i obszar obecnego Cmentarza Żydowskiego Abrahamowi Szymonowi Cohen. Ten zaś wydzielił i odsprzedał niejakiemu „Schóltzowi” dworskie zabudowania naprzeciw dzisiejszego Cmentarza Wojskowego (austeria, łaźnia dworska, piekarnia i 4 murowane budynki służby). Po czym w 1831 postąpił władzom carskim połowę terenu parkowego na cele wojskowe, w zamian za przywilej propinacyjny w całym Królestwie oraz prawo wypasu bydła swojego i przyjętego na paszę na przekazanym terenie Powązek. Własnością skarbową stały się tereny „wiejskich” pałacyków Czartoryskich i amfiteatr na wyspie, dom Parysa i olendernia (prawdopodobnie młyn wodny). Natomiast Cohen nie zbył stylizowanej na średniowieczny zamek obory, która stała koło zabudowań szkoły nr 159 do lat 70. Z tego wydzielonego z dóbr Cohena terenu powstał Czarny Dwór, biorący swą nazwę niewątpliwie od zabudowań Czartoryskich. W pierwszej księdze meldunkowej gminy Powązki z 1856 rejon Czarnego Dworu występuje jako osada złożona z 8 budynków, zamieszkałych przez aż 185 osób. Jedyny syn Abrahama Cohena zmarł jeszcze za życia patriarchy, dobra odziedziczył w 1842 wnuk Icchak Levi Cohen (zm. 1916). A że był nieletni, do 1860 znajdowały się w zarządzie powierniczym Banku Polskiego. Wymieniony bank administrował również skarbowym terenem Czarnego Dworu, wyznaczając plenipotentów: np. suwalskiego kupca Mosze Brauna. Z kolei w Kolonii Schóltza przy Powązkowskiej, grunta zwane „kolonią Izabelin”, położone około Zielonej Karczmy prowadzonej przez Marylę Werpachowską, nabył szlachcic Karol Szczygielski, zakładając tam szlachtuz. Czyniąc przez to konkurencję starozakonnemu Mendlowi Freund, który prowadził handel mięsem na rynku przy Elbląskiej (teren zajmowany współcześnie (2019) przez stację „Orlenu”) już od ok. 1840. W związku z tym p. Szczygielski doczekał się wielu problemów – władze sanitarne, tak cywilne jak i wojskowe b. często go kontrolowały, kilkakrotnie czasowo zamykając ubojnię. Istotne jest jednak to, że nazwę jednego gospodarstwa rozciągnięto po jakimś czasie na cały obszar naprzeciw późniejszego cmentarza. Z kolei domy mennonickich osadników holenderskich z czasów Izabeli, wraz z malowniczymi murowanymi wiatrakami od lat 20. XIX wieku nabywali młynarze pochodzenia niemieckiego np. rodzina Libeltów. Grunta te leżały po południowej stronie Powązkowskiej, gdzie później stały magazyny przedsiębiorstwa „Chemia”, oraz dalej w kierunku granic Warszawy, naprzeciwko Cmentarza Powązkowskiego. W 1859 społeczność ewangelicka Powązek liczyła 43 osoby. Od 1816 Leon Newachowicz, rosyjski przedsiębiorca, dzierżawił od Łaszczyńskich a następnie Cohena teren przy Elbląskiej, od obecnego budynku Ciechu aż do budynku Zespołu Szkół nr 54 pod fabrykę tabaczną. Umowę wymówił mu powiernik masy spadkowej Cohena, Bank Polski w 1844. Młody Icchak Cohen ponownie odnajął młyn tytoniowy i hale fabryczne firmie „Rosenthal i Rabinersohn” w 1866. W „zamku” – oborze umieszczono wtedy dodatkowo wytwórnię zapałek. Natomiast na gruntach Czarnego Dworu rozwinęło się szeroko osadnictwo. Wojsko zajęło tylko teren przy obecnych ulicach Sybilli i Opalińskiej pod tzw. Kolonijkę – domy dla oficerów artylerii z Ciepłych Baraków na Piaskach. Spory kawałek osady Młociny B (koło Olszynki) nabył w 1864 niejaki Aleksandrow, który przeprowadził parcelację, dając początek osiedlu drewnianych biedadomków. W całym rejonie gminy Powązki zdarzały się przypadki mieszkańców przesiedlonych administracyjnie za przestępstwa lub wykroczenia (za carskich czasów zsyłka do oddalonych rejonów Imperium była karą najcięższą – za mniej rażące czyny eksmitowano bliżej). Już w 1862 Powązki, mimo braku stosownych praw, nazywano miasteczkiem. Z powodu, jak to określił urzędnik Rządu Gubernialnego Warszawskiego, typowo miejskich zajęć mieszkańców (rzeczywiście według księgi meldunkowej nikt nie trudnił się już rolnictwem). Ponadto, ponieważ liczba ludności wyznania mojżeszowego przekroczyła pół tysiąca, powołano tu w 1851 okręg bóżniczy, z domem modlitwy, mykwą i jesziwą. Rabinem został Lejzor Lewkowicz Fuks. Świątynia i szkoła religijna przetrwały do II wojny światowej i zagłady wiernych – przedwojenne adresy to Elbląska 18 i Elbląska 21. Wedle spisu z 1905 Powązki liczyły 134 domy, 85 sklepów, była tam kuźnia, rzeźnia i apteka, z tym, że rachmistrze liczyli też pewnie Powązki miejskie, ciągnące się od Okopowej wzdłuż Burakowskiej.
8 kwietnia 1916 generał-gubernator Hans Hartwig von Beseler wydał rozporządzenie włączające do Warszawy (od 1 kwietnia 1916) m.in. Powązki, położone w tamtym czasie w gminie Młociny.
Jeszcze przed tym dotarł tu tramwaj z Warszawy, jednym z przystanków były m.in. rogatki powązkowskie. Przez Powązki biegł trakt, nazywany pierwotnie Powązkowym, a później ulicą Powązkowską. Trakt uregulowano w końcu XVIII wieku, a wybrukowano w 1820. Z czasem zaczęto wznosić czynszowe kamienice, w których na parterze lokowały się sklepy. W głębi osady królowała jednak biedna zabudowa drewniana, przy błotnistych gruntowych uliczkach. Od dawna nie czyszczone stawy książęce, do których spływały ścieki z domostw czyniły okolicę bardzo niezdrową. W okresie międzywojennym na terenie miasteczka Powązki, głównie na rozparcelowanych przez spadkobierców Cohenów (po śmierci Icchaka w 1916) działkach funkcjonowały liczne małe zakłady przemysłowe i hurtownie: Wytwórnia Chałwy przy ul. Czartoryskich, Składnica Nafty „Limanowa” przy Elbląskiej 2, tartak Klein i Syn Elbląska 13, Skład Towarowy Gaszyński i S-ka Elbląska 12, Zakład Blaszanka produkujący wyr. met., „Gęsiarnia” mięso koszerne dla ludności żydowskiej, Fabryka Art. Szkolnych Copernicus u zbiegu Powązkowskiej i Elbląskiej, obok Wytwórnia Octu, na Elbląskiej 41 zakład ślusarsko-budowlany Jarcel itp.
W Miasteczku Powązki rozgrywa się akcja jednej z pierwszych polskich powieści kryminalnych – „Rycerze Czarnego Dworu” pióra Bolesława Londyńskiego.
W czasach Królestwa Polskiego (1815–1918) istniała gmina Powązki.

### Powązki w okresie międzywojennym
Odzyskanie niepodległości w 1918 zaznaczyło się w początkowo jedynie powołaniem parafii rzymsko – katolickiej pod wezwaniem św. Jozafata Kuncewicza. Jej siedzibą stała się przebudowana przez pierwszego administratora, bł.ks Michała Sopoćkę, dawna cerkiew przy założonym w 1912 Cmentarzu Wojskowym.
Powoli zaczęły pojawiać się miejskie inwestycje – rozpoczęto utwardzanie nawierzchni ulic, wzdłuż ulicy Powązkowskiej i Elbląskiej pojawiło się miejskie oświetlenie. W 1929 oddano do użytku budynek szkolny, projektu arch. Tadeusza Zielińskiego, o 26 izbach lekcyjnych. Znalazły w nim siedzibę Szkoły Powszechne nr 73 i 159. Placówki stały się miejscem lokalnej aktywności kulturalnej i sportowej: działały przy nich m.in. koło „Strzelca” ze strzelnicą na terenie Fabryki Sprawdzianów, Klub Sportowy „Orkan”, młodzież mogła próbować swych sił w Wojskowym Klubie „Zadziory”. W świetlicy występowali znani artyści a w 1937 na scenie przed szkołą zaśpiewał Jan Kiepura. Skanalizowanie w latach 1937-39 rzeczki Rudawki i zmeliorowanie bagiennych pozostałości stawów poprawiło stan sanitarny okolic, nawiedzanych wcześniej przez epidemie malarii. Na osuszonych terenach powstały wtedy ogródki działkowe.

### Okupacja
„Powązkowski świat” wywróciła do góry nogami II wojna światowa. Już w 1939 w pobliżu rozegrały się walki. 27 września, po zgnieceniu polskich pozycji na Wawrzyszewie i Bielanach, 11 bawarska dywizja pewnym krokiem zmierzała na Żoliborz. Na drodze spotkała jednak niespodziankę – nie zaznaczone na mapach Abwehry dzieło fortyfikacyjne Buraków (dziś zwane popularnie Górkami, zaś urzędowo Gliniankami Włościańskimi) a na ich wałach 43 polski pułk piechoty. Po przeciągającym się do godzin nocnych szturmie, niemieckie oddziały odstąpiły w stronę Bielan. Było to jednak ostatnie zwycięstwo – następnego dnia Warszawa skapitulowała. Okupacja skończyła się tragedią dla większej części mieszkańców Powązek, wśród której przeważały osoby pochodzenia żydowskiego, było też wśród nich kilka licznych rodzin cygańskich. Szybko nadszedł dzień, kiedy w stronę getta ruszyła, aby już nigdy nie wrócić, kolumna przesiedleńców, krzyżując się po drodze z drugą, równie liczną karawaną warszawiaków, wyrzuconych z mieszkań za murem i skierowanych na „wymianę” na Powązki. Tragedia okupacji wzmogła w ludziach nastroje religijne. Pod kapliczkami na Jasnodworskiej i przy skrzyżowaniu Broniewskiego z Trasą AK odbywały się zbiorowe modły. Ok. 1942 osoby odmawiające różaniec pod tą drugą były ponoć świadkiem cudu-ukazała się tam Najświętsza Panienka. Wspólną decyzją proboszcza i władz niemieckich miejsce to otoczono szczelnym drewnianym płotem a figura z kapliczki trafiła do św. Józafata na przechowanie. Wśród mieszkańców narastała wola oporu. W Szkole nr 159 prowadzono tajne nauczanie języka polskiego i historii ojczystej, powstała drużyna „Szarych Szeregów”, do swoich plutonów werbowały Armia Krajowa, Armia Ludowa, OW PPS, Korpus Bezpieczeństwa prowadził podchorążówkę. A wszystko to pod bokiem jednostki niemieckich saperów, zakwaterowanych w budynku szkoły przy Elbląskiej, setki „ostlegionistów” na Forcie Bema i SS-mańskiej warty w Instytucie Chemii Przemysłowej.
Powstanie warszawskie przyniosło miasteczku Powązki wielkie zniszczenia. Mimo że jedyną tu stoczoną potyczką był nieudany atak zgrupowania IV Rejonu Obwodu Żoliborz pod dowództwem kpt. Kazimierza Nowackiego „Żyrafy” na Fort Bema, już 1 sierpnia rozstrzelano grupę zamieszkałych w pobliżu mężczyzn (egzekucję upamiętnia krzyż przy ul. Maczka), zaś po ataku powstańców 22.08 na baterie niemieckiej artylerii plot. na Burakowie, wysiedlono i podpalono większość zabudowań.
Zniknęły wtedy z powierzchni ziemi niektóre budowle parkowe z czasów księżnej Izabeli – np. Dom ogrodników na rogu Powązkowskiej i Elbląskiej.

### Od miasteczka Powązki do osiedla „Rudawka”
Po wyzwoleniu wracający mieszkańcy zastali na miejscu zagruzowaną pustynię, nad którą górował stosunkowo mało zniszczony gmach szkolny. Za kwatery początkowo służyły szałasy i ziemianki, lecz obfitość cegieł, pochodzących z ruin pozwoliła na szybkie postawienie niezbyt pięknych, ale nadających się do zamieszkania domków. Niektórzy z przedwojennych właścicieli odbudowali też swoje kamienice. Środek osady został jednak przeznaczony na wybudowany ok. 1950 stadion sportowy, urządzony na potrzeby garnizonu wojskowego powstającego na Bemowie wielkiego lotniska Od września 1945 wznowiła pracę Szkoła Podstawowa nr 159, SP 73, z powodu braku uczniów przeniesiona została na Pragę.
W 1969 – 1972 według projektu Haliny Drewiczewskiej i Zbigniewa Czternastka z pracowni Przedsiębiorstwa Budownictwa Uprzemysłowionego „Północ” teren miasteczka Powązki zabudowano blokami osiedla „Zatrasie II” zwanego także „Rudawką”. W tym też czasie na szkolnym dziedzińcu wykonano kompleks boisk sportowych, dokonując wyburzenia ostatniego pozostałego po czasach Izabeli Czartoryskiej obiektu parkowego, stylizowanej na gotyk obory.
Obecnie związki Powązek z historią rodziny Czartoryskich przypomina Publiczne Gimnazjum nr 54 imienia księcia Adama Kazimierza Czartoryskiego, stanowiące część Zespołu Szkół, mieszczącego się w przedwojennym gmachu szkół powszechnych przy ul. Elbląskiej 51 oraz ulica Izabelli.

## Cmentarze
Powązki znane są przede wszystkim z kilku cmentarzy, toteż bardzo często terminem Powązki określa się całą grupę cmentarzy lub jeden z nich.
- Cmentarz Wojskowy na Powązkach – cmentarz założony w 1912. Można tu odnaleźć groby znanych osób, powstańców oraz wojskowych.
- Cmentarz Powązkowski – (zwany też Starymi Powązkami) cmentarz założony w 1792, swoją powierzchnią odpowiada wielkości państwa Watykan. Szacuje się, że na tym cmentarzu pochowanych jest około miliona osób. Na Starych Powązkach można odnaleźć groby zasłużonych Polaków i Polek, m.in. w Alei Zasłużonych.

W rejonie ograniczonym ulicami Powązkowską, Tatarską, Ostroroga, Młynarską, Żytnią i Okopową oprócz Cmentarza Powązkowskiego znajdują się też inne:
- Muzułmański Cmentarz Kaukaski przylega do Cmentarza Żydowskiego od jego południowej strony, a od zachodu sąsiaduje z ulicą Młynarską. Założony w latach trzydziestych XIX wieku był użytkowany do 1867. Niedostępny dla zwiedzających.
- Cmentarz ewangelicko-augsburski (luterański) od północy sąsiadujący z Cmentarzem Muzułmańskim (kaukaskim) i Cmentarzem Żydowskim znajduje się przy ul. Młynarskiej zajmuje powierzchnię ok. 4 ha. Utworzony 2 maja 1792. Spoczywa tu ok. 100 tys. zmarłych. Dostępny dla zwiedzających.
- Cmentarz ewangelicko-reformowany (kalwiński) od północy sąsiaduje z Cmentarzem Ewangelicko-Augsburskim, od zachodu ogranicza go ulica Młynarska a od południa ulica Żytnia, od której znajduje się wejście. Założony w tym samym czasie co Cmentarz Ewangelicko-Augsburski. Spoczywa tu m.in. Stefan Żeromski. Dostępny dla zwiedzających.
- Cmentarz Żydowski sąsiaduje z Cmentarzem Powązkowskim, Muzułmańskim Cmentarzem Kaukaskim i Cmentarzem luterańskim. Założony w 1799 zajmuje powierzchnię ok. 33 ha. Wejście od ulicy Okopowej.

Po drugiej stronie ulicy Tatarskiej, naprzeciwko Cmentarza Powązkowskiego znajduje się Muzułmański Cmentarz Tatarski. Założony w 1867 po zamknięciu cmentarza przy ul. Młynarskiej. Zajmuje powierzchnię ok. 0,5 ha.